# 有明プライムビル
有明プライムビル（ありあけプライムビル）は、東京都江東区有明三丁目にある20階建ての高層ビルである。事業主はアメリカを本拠地とする不動産投資ファンドのラサール インベストメント マネジメント。

## 概要
東京都が公募した臨海副都心「有明南I区画」にラサールが進出し、2009年6月に竣工した。
建物はホテルとサービスアパートメント用途に事業者別で区分けされたテナントビルであり、1階から16階はサンルートホテルチェーン直営のホテルサンルート有明として運営され、17階から20階まではビーコンテによる、レジデンシャル（サービスアパートメント）ホテル「ビーコンテ有明」となっていた。
現在は相鉄ホテルマネジメントが運営する相鉄グランドフレッサ東京ベイ有明となっている。

## 交通アクセス

### 鉄道
- りんかい線国際展示場駅から徒歩3分。
- ゆりかもめ東京ビッグサイト駅から徒歩3分。有明駅から徒歩4分。

## 周辺施設
- TOC有明
- 東京ファッションタウン（TFT)
- パナソニックセンター東京
- 有明センタービル
- シンボルプロムナード公園
- 武蔵野大学有明キャンパス